# Maleise jaarvogel
De Maleise jaarvogel (Rhabdotorrhinus corrugatus, synoniem: Aceros corrugatus) wordt ook wel de geribbelde neushoornvogel genoemd. Hij behoort tot de familie van de neushoornvogels (Bucerotidae) en komt voor in Thailand, Maleisië, Brunei en Indonesië.

## Kenmerken
De Maleise jaarvogel is 75 cm lang en lijkt sterk op de gewone jaarvogel die gemiddeld iets groter is. Het mannetje is overwegend zwart met een wit "gezicht", hals en borst. Bij het mannetje is de achterkant van de hals zwart en de keelzak wit, de "hoorn" op de snavel is oranjerood. Het vrouwtje is helemaal zwart met een gele snavel. Bij beide seksen reikt het wit op de staart tot ongeveer twee derde van de lengte.

## Leefwijze
Maleise jaarvogels leven ook buiten de broedtijd in paren, maar verschillende paren trekken buiten de broedperiode wel veel met elkaar op. Maleise jaarvogels voeden zich met allerhande vruchten en zaden, maar tijden de broedtijd worden er ook wel insecten en (nest)vogels buitgemaakt.

## Voortplanting
Zoals bij vrijwel alle vogels die tot deze familie behoren, maken ook Maleise jaarvogels hun nest in een holle boom. De opening wordt goed afgedicht met leem en mest, zodat er een heel kleine opening overblijft waardoor het mannetje zijn vrouwtje kan voeren. Er worden meestal 2 of 3 eieren gelegd. Het vrouwtje blijft op de eieren zitten; ook nadat ze ongeveer 4 weken uitgekomen zijn, verlaat ze het nest niet. Het mannetje blijft de jongen voeren tot ze uitvliegen.

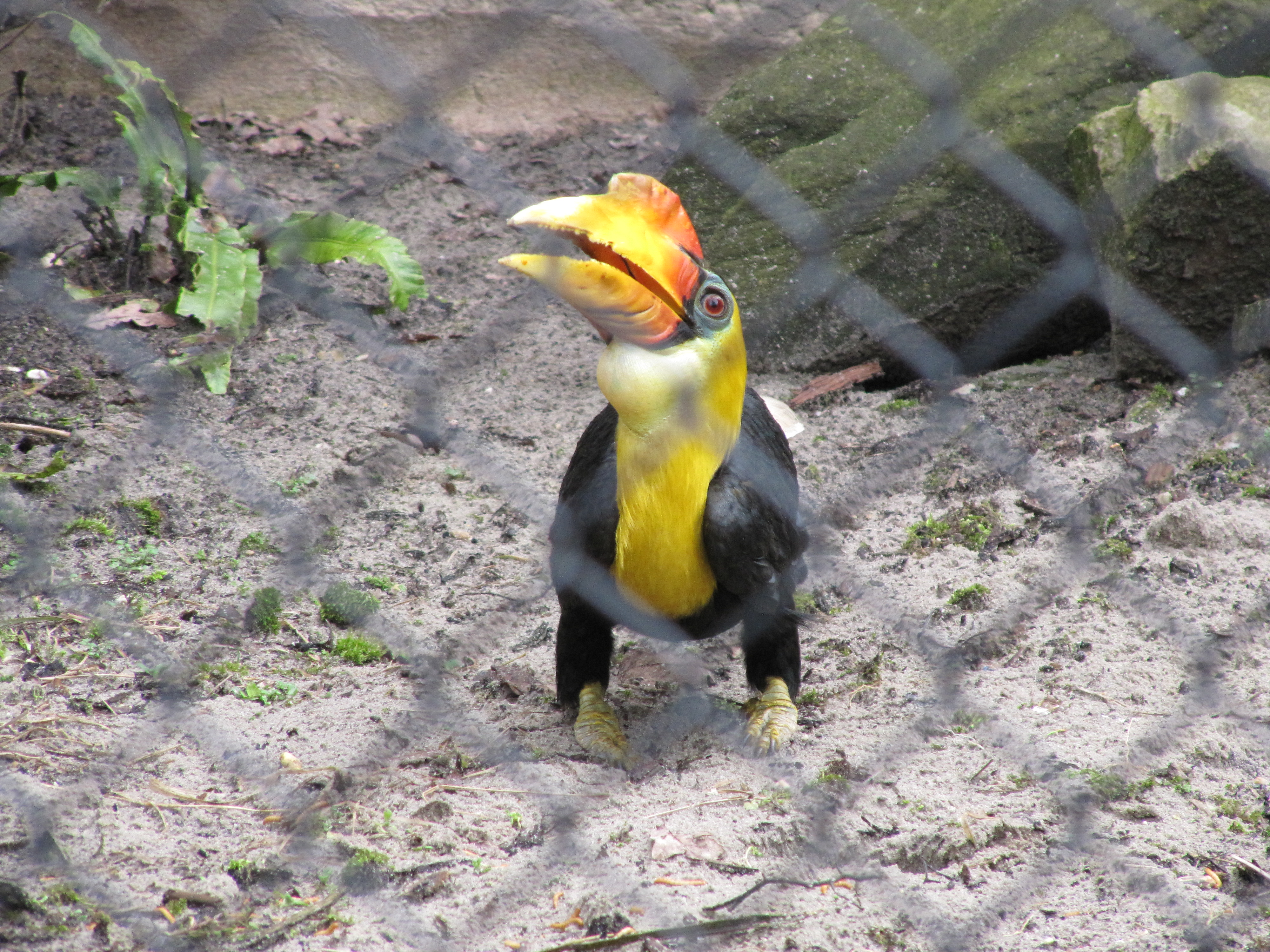
Maleise jaarvogel in Ouwehands Dierenpark

## Verspreiding en leefgebied
De Maleise jaarvogel komt voor op het schiereiland Malakka (Zuid-Thailand en Maleisië), Borneo (Sarawak, Brunei, Sabah en Kalimantan), Sumatra en de Batoe-eilanden. Het leefgebied bestaat uit ongerept laaglandregenwoud in veenmoerassen tot op een hoogte van 1000 m boven de zeespiegel. De vogel komt ook voor in selectief gekapt bos, mits dit grenst aan primair oerwoud.
De soort telt twee ondersoorten:
- R. c. rugosus: Malakka en Sumatra.
- R. c. corrugatus: Borneo.

## Status
Dit type leefgebied verdwijnt in hoog tempo door omzetting van bos in bouwland, maar ook door bosbranden (Kalimantan in 1997-1998) en illegale houtkap in gebieden die formeel als reservaat zijn bedoeld. De Maleise jaarvogel gedijt niet in secundair bos, daarom stond deze vogel tot 2017 als "gevoelig" op de internationale rode lijst en sinds 2018 als "bedreigd".